# Mamadou Doucoure
Mamadou Doucoure (Dakar, 1998. május 21. –) szenegáli születésű korosztályos francia válogatott labdarúgó, aki a Borussia Mönchengladbach játékosa.

## Statisztika
| Klub                | Szezon   | Bajnokság | Bajnokság | Kupa  | Kupa  | Nemzetközi | Nemzetközi | Összesen | Összesen |
| Klub                | Szezon   | Mérk.     | Gólok     | Mérk. | Gólok | Mérk.      | Gólok      | Mérk.    | Gólok    |
| ------------------- | -------- | --------- | --------- | ----- | ----- | ---------- | ---------- | -------- | -------- |
| Paris Saint-Germain | 2015–16  | 0         | 0         | 0     | 0     | –          | –          | 0        | 0        |
| Összesen            | Összesen | 0         | 0         | 0     | 0     | 0          | 0          | 0        | 0        |

## Sikerei, díjai
- Franciaország U17
  - U17-es labdarúgó-Európa-bajnokság: 2015